# Urgleptes mundulus
Urgleptes mundulus es una especie de escarabajo longicornio del género Urgleptes, tribu Acanthocinini, subfamilia Lamiinae. Fue descrita científicamente por Bates en 1885.

## Descripción
Mide 2,6 milímetros de longitud.

## Distribución
Se distribuye por México.